# Ambassade de France en Équateur
L'ambassade de France en Équateur est la représentation diplomatique de la République française auprès de la république de l'Équateur. Elle est située à Quito, la capitale du pays, et son ambassadeur est, depuis 2024, Philippe Létrilliart.

## Ambassade
L'ambassade est située à l'angle de Leonidas Plaza et de la rue Patria, à Quito, face à la Maison de la Culture. Elle accueille aussi une section consulaire.

## Ambassadeurs de France en Équateur
| De   | À    | Ambassadeur                            |
| ---- | ---- | -------------------------------------- |
| 1944 | 1947 | Pierre Denis                           |
| 1947 | 1951 | Armand Henriot                         |
| 1950 | 1951 | Jean Morawiecki                        |
| 1951 | 1955 | Pierre Denis                           |
| 1955 | 1960 | Georges Bernys                         |
| 1960 | 1965 | Robert Valeur                          |
| 1965 | 1967 | Robert Morel-Fracoz                    |
| 1967 | 1972 | René Trotobas, dit Thibault            |
| 1972 | 1976 | Pierre Barbusse (d)                    |
| 1976 | 1980 | Marcel Maître (d)                      |
| 1980 | 1983 | Louis Loiseleur des Longchamps Deville |
| 1983 | 1987 | Michel Perrin                          |
| 1987 | 1989 | Jean-Michel Dasque                     |
| 1989 | 1992 | Jean-Michel Gaussot                    |
| 1992 | 1997 | Joseph Rapin                           |
| 1997 | 2000 | François Goudard                       |
| 2000 | 2003 | Serge Pinot                            |
| 2003 | 2006 | François Cousin                        |
| 2006 | 2010 | Didier Lopinot (d)                     |
| 2010 | 2013 | Jean-Baptiste Main de Boissière        |
| 2013 | 2016 | François Gauthier (d)                  |
| 2016 | 2021 | Jean-Baptiste Chauvin (d)              |
| 2021 | 2024 | Frédéric Desagneaux (d)                |
| 2024 | auj. | Philippe Létrilliart                   |

## Consulats
Outre la section consulaire de Quito, il existe trois consuls honoraires basés à :
- Guayaquil
- Cuenca
- Esmeraldas

### Communauté française
Au 31 décembre 2016, 2 720 Français sont inscrits sur les registres consulaires en Équateur.
| 2001  | 2002  | 2003  | 2004  |
| ----- | ----- | ----- | ----- |
| 1 147 | 1 268 | 1 386 | 1 463 |

| 2005  | 2006  | 2007  | 2008  |
| ----- | ----- | ----- | ----- |
| 1 566 | 1 759 | 1 464 | 1 709 |

| 2009  | 2010  | 2011  | 2012  |
| ----- | ----- | ----- | ----- |
| 1 801 | 2 016 | 2 182 | 2 213 |

| 2013  | 2014  | 2015  | 2016  |
| ----- | ----- | ----- | ----- |
| 2 318 | 2 460 | 2 588 | 2 720 |

### Circonscriptions électorales
Depuis la loi du 22 juillet 2013 réformant la représentation des Français établis hors de France avec la mise en place de conseils consulaires au sein des missions diplomatiques, les ressortissants français de l'Équateur élisent pour six ans trois conseillers consulaires. Ces derniers ont trois rôles : 
1. ils sont des élus de proximité pour les Français de l'étranger ;
2. ils appartiennent à l'une des quinze circonscriptions qui élisent en leur sein les membres de l'Assemblée des Français de l'étranger ;
3. ils intègrent le collège électoral qui élit les sénateurs représentant les Français établis hors de France.

Pour l'élection à l'Assemblée des Français de l'étranger, l'Équateur appartenait jusqu'en 2014 à la circonscription électorale de Caracas, comprenant aussi la Bolivie, la Colombie, le Pérou et le Venezuela, et désignant trois sièges. L'Équateur appartient désormais à la circonscription électorale « Amérique Latine et Caraïbes » dont le chef-lieu est São Paulo et qui désigne sept de ses 49 conseillers consulaires pour siéger parmi les 90 membres de l'Assemblée des Français de l'étranger.
Pour l'élection des députés des Français de l’étranger, l'Équateur dépend de la 2e circonscription.